# Großsteingrab Neubrandenburg
Das Großsteingrab Neubrandenburg war eine megalithische Grabanlage der jungsteinzeitlichen Trichterbecherkultur bei Neubrandenburg im Landkreis Mecklenburgische Seenplatte (Mecklenburg-Vorpommern). Es trägt die Sprockhoff-Nummer 452. Die Anlage wurde 1877 von Steinschlägern in einem Hügel nahe dem Tollensesee entdeckt. Vor ihrer Zerstörung führte Ludwig Brückner eine Untersuchung durch. Die dabei gemachten Funde befinden sich heute im Regionalmuseum Neubrandenburg.

## Lage
Das Grab befand sich südlich der Kernstadt von Neubrandenburg und westlich des Stadtteils Lindenberg Süd im Nemerower Holz am Ostufer des Tollensesees. Etwa 40 m nördlich liegen einige größere Steinblöcke. Möglicherweise handelt es sich hierbei um Reste dieses oder eines weiteren Großsteingrabes. In Neubrandenburg wurden weiterhin zwei jungsteinzeitliche Steinkisten gefunden.

## Beschreibung
Die Anlage besaß eine runde Hügelschüttung mit einem Durchmesser von 6 m. Darin befand sich eine ost-westlich orientierte Grabkammer mit einer Länge von 1,7 m, einer Breite von 1,16 m und einer Höhe von 1,28 m. Die Kammer bestand aus Granit-Findlingen und Rotsandstein-Platten. Die Langseiten wurden von je einem Paar Findlingen und Steinplatten gebildet. An der östlichen Schmalseite stand ein einzelner großer Abschlussstein. An der westlichen Schmalseite stand ein Granitblock, der nur die nördliche Hälfte einnahm. In der südlichen Hälfte war ein 0,63 m breiter Eingang freigelassen worden, der mit einem Schwellenstein markiert war. Auf den Decksteinen und -platten ruhte ein einzelner großer Deckstein. Die typologische Ansprache der Grabkammer ist etwas unklar. Ewald Schuldt und Hans-Jürgen Beier ordnen sie als Urdolmen ein, Ingeburg Nilius hingegen als erweiterten Dolmen.
Die Kammer war bis etwa zur halben Höhe mit kalkhaltiger Erde gefüllt. In dieser Verfüllung fand Brückner menschliche Skelettreste, die sich sieben Individuen zuordnen ließen – fünf Erwachsenen und zwei Kindern. Die Knochen waren sehr mürbe und nur unvollständig erhalten. Den Erwachsenen konnte durch den Abnutzungsgrad ihrer Zähne nur allgemein ein fortgeschrittenes Sterbealter zugewiesen werden. Die beiden Kinder waren etwa sieben und zwei Jahre alt. Der Schädel eines Erwachsenen wurde später von Rudolf Virchow genauer untersucht und als weiblich identifiziert. Die Erwachsenen und das ältere Kind waren in hockender Stellung an den Kammerwänden beigesetzt worden, das jüngere Kind lag ausgestreckt in der Mitte.
An Grabbeigaben wurden sechs verzierte Kannen gefunden, die dicht neben den Bestatteten an der Kammerwand platziert worden waren. Der Erhaltungszustand war sehr unterschiedlich. Die meisten Kannen waren zerbrochen, konnten aber gut rekonstruiert werden. Von einer war nur ein Bruchstück des Unterteils erhalten. Die Kannen wiesen Stichbandverzierungen auf den Schultern auf. Im Erdreich der Hügelschüttung wurde außerdem das Bruchstück eines Flachbeiles entdeckt.

Kannen aus der Grabkammer
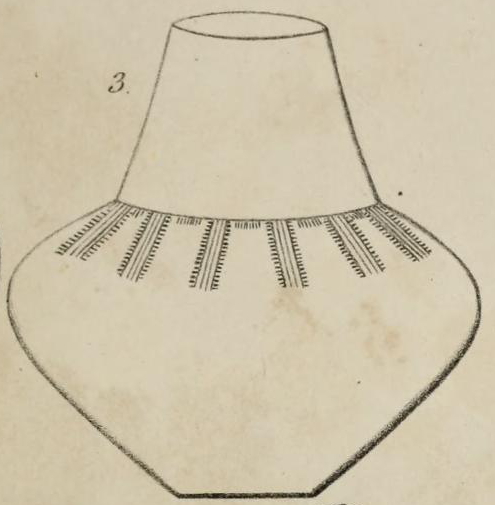
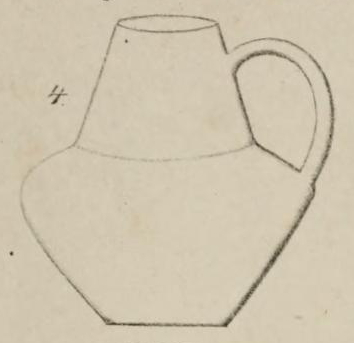

In der Nähe liegen die Steinkiste aus der Datze-Niederung und die Steinkiste aus dem Stargarder Bruch.